# Barrio Mariano Castex

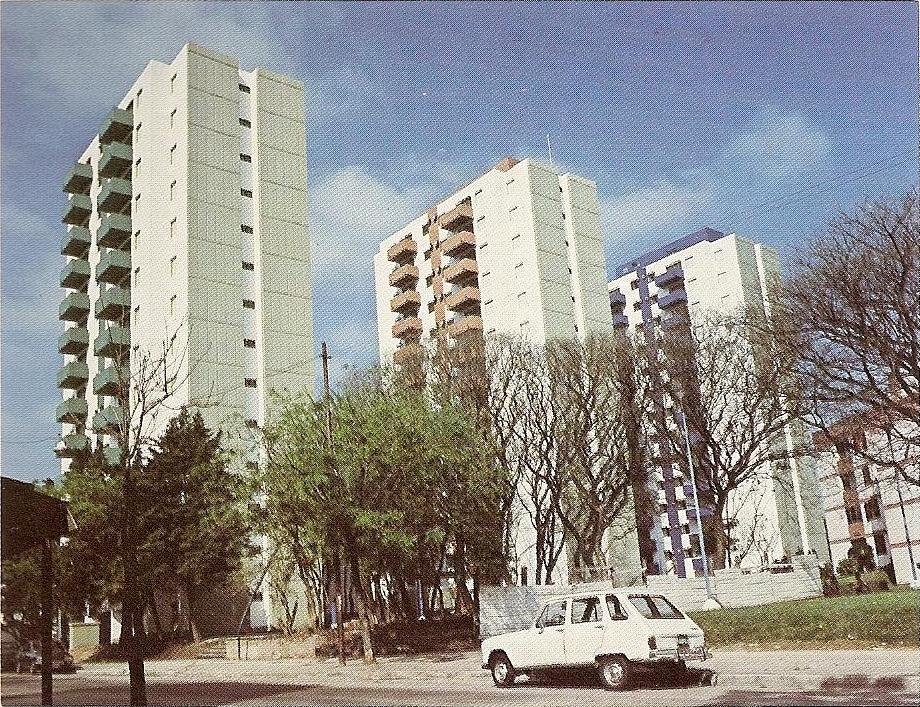
Las torres del Conjunto San Pedrito hacia 1980.

El Barrio Mariano Castex (concebido como Conjunto San Pedrito es un complejo habitacional compuesto por 9 monoblocks bajos y 8 torres residenciales. Fue construido en etapas durante la década de 1970, y se encuentra en la zona conocida como Bajo Flores, en la ciudad de Buenos Aires, Argentina.
El Conjunto Urbano San Pedrito fue planificado por la Comisión Municipal de la Vivienda (CMV) hacia el año 1969. La primera etapa del proyecto contempló la construcción de 9 monoblocks de planta baja y 3 pisos que se iniciaron en abril de dicho mismo año y terminaron en enero de 1970. Serían en total 1048 viviendas inauguradas en 2 tandas, la segunda hacia 1973.
Posteriormente se comenzaron a construir las 8 torres de 14 pisos que completaron el conjunto, siendo finalizadas a fines de los años '70.

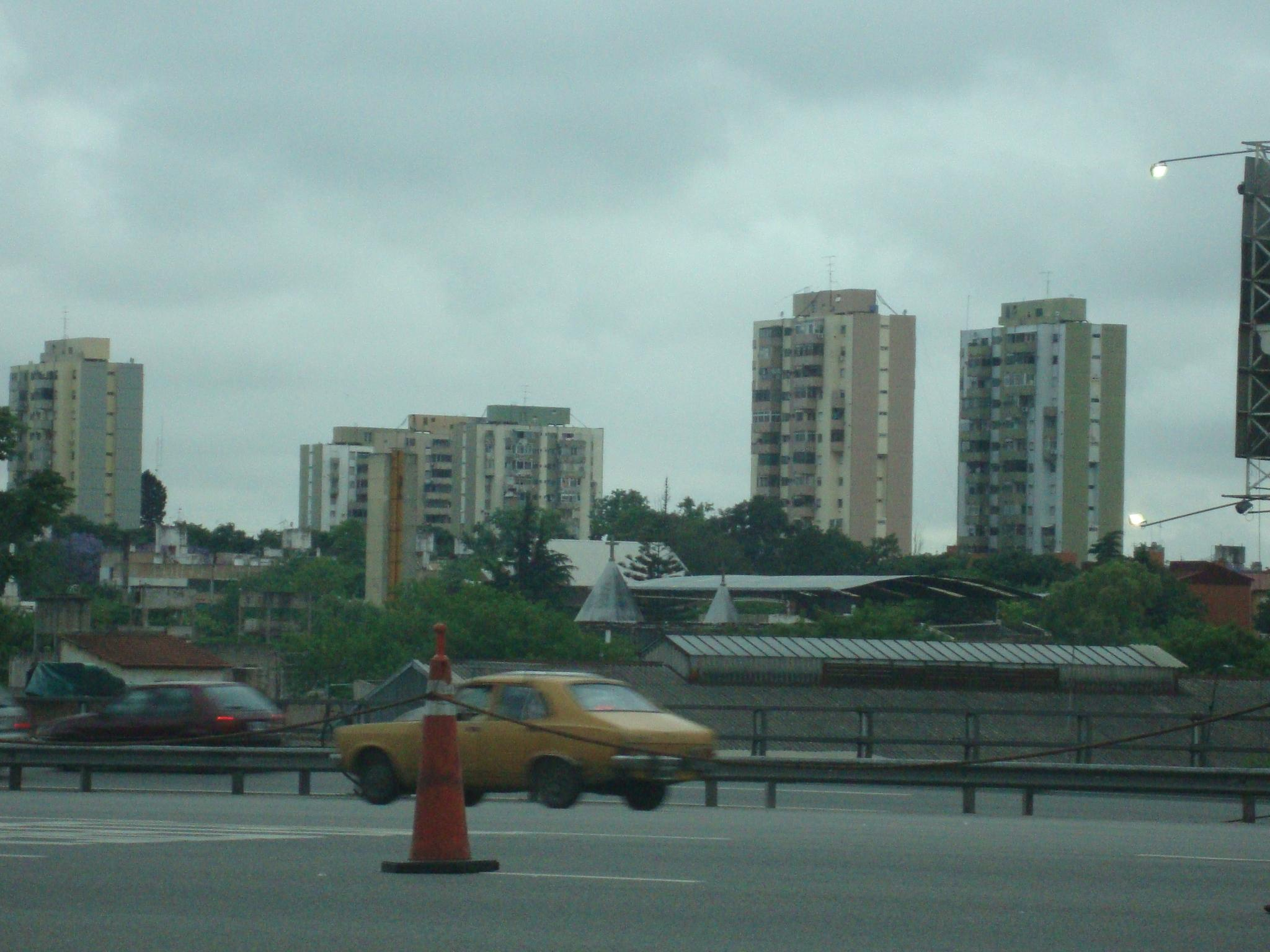
Vistas desde la AU1.

El 24 de septiembre de 2009 fue aprobado en la Legislatura de la Ciudad de Buenos Aires el proyecto que impulsaba la puesta en valor del Barrio Castex, brindando un plazo de 360 días para colocar cestos de basura, bancos de plaza, refugios en las paradas de colectivos y la restauración de las fachadas de los edificios.